# (468861) 2013 LU28
(468861) 2013 LU28 ist ein Planetoid, der am 8. Juni 2013 im Rahmen der Mount Lemmon Survey entdeckt wurde und zur Gruppe der Transneptunischen Objekt gehört. Der Asteroid läuft auf einer hoch exzentrischen Bahn in über 2200 Jahren um die Sonne. Die Exzentrizität seiner Bahn beträgt 0,95, wobei diese 125,36° gegen die Ekliptik geneigt ist, so dass er retrograd um die Sonne läuft.
Es wird vermutet, dass der große retrograde Planetoid (468861) 2013 LU28 ebenso wie die beiden Zentauren (342842) 2008 YB3 und 2011 MM4 ein Besucher aus der Oort’schen Wolke ist.